# Olivia Scott Welch
Olivia Scott Welch, även känd som Olivia Welch, född 11 februari 1998 i Hurst i Texas, är en amerikansk skådespelare. Hon spelar bland annat rollen som Samantha "Sam" Fraser i Netflix filmtrilogi Fear Street.
Welch föddes i den lilla förorten Hurst mellan Dallas och Fort Worth i Texas, där hon har vuxit upp tillsammans med sina föräldrar och mor- och farföräldrar, samt sin yngre syster.[källa behövs] Hon började ta skådespelarklasser när hon var elva år gammal, för att sedan under sin high school-tid medverka i produktioner som Agent Carter och Modern Family. År 2019 fick hon rollen som Sam Fraser i Fear Street-trilogin, som hade premiär på Netflix i juli 2021.

## Filmografi (i urval)
- 2015–2016 – Modern Family (TV-serie)
- 2016 – Agent Carter (TV-serie)
- 2019 – Unbelievable (miniserie)
- 2021 – Fear Street Part One: 1994
- 2021 – Fear Street Part Two: 1978
- 2021 – Fear Street Part Three: 1666